# Luzula alpina
Luzula alpina là một loài thực vật có hoa trong họ Juncaceae. Loài này được Hoppe mô tả khoa học đầu tiên năm 1839.